# El caso Bonapelch
El caso Bonapelch es el vigésimo libro del escritor uruguayo Hugo Burel. Fue publicado en español por la editorial Penguin Random House en Uruguay y lanzado el 1 de septiembre de 2014, también se distribuye en formato digital.

## Argumento
El caso Bonapelch es una novela donde se mezclan hechos reales con ficción. Trata sobre la investigación del accidente que provocara la muerte del empresario José Salvo, impulsor de la construcción del Palacio Salvo. Salvo fue atropellado en la vía pública por un automóvil el 29 de abril de 1933, y a causa de las heridas murió en un sanatorio veinte días después. La familia sospecha que el accidente fue instigado por su yerno Ricardo Bonapelch, casado con su hija María Elisa, con la intención de quedarse con la herencia de su suegro para recuperarse de una mala situación financiera.
El narrador es el encargado de la investigación Guido Santini, un detective uruguayo residente en Nueva York.
Obtuvo el Premio Libro de Oro, otorgado por la Cámara Uruguaya del Libro.